# Eleutherodactylus cubanus
Eleutherodactylus cubanus – gatunek płaza bezogonowego z rodziny Eleutherodactylidae występujący endemicznie w kubańskim paśmie górskim Sierra Maestra. Dorasta do 1,4 cm długości i cechuje się brązowawym ubarwieniem. Gatunek zagrożony (EN) w związku z m.in. niewielkim zasięgiem występowania oraz degradacją jego środowiska naturalnego.

## Wygląd
Mały płaz bezogonowy – samice mierzą 1,4 cm długości. Samce są mniejsze. Grzbiet lekko brodawkowaty, brzuch gładki. Brak błony pławnej oraz zębów lemieszowych. Grzbiet czerwonawobrązowy, a głowa ciemnobrązowa. Obszar od czubka pyska do pachwiny i przedniej części ud jest ciemnobrązowy. Kończyny przednie są jasnoczerwone lub pomarańczowe, a kończyny tylne mają kolor podobny do grzbietu, stopy są ciemnopomarańczowe. Brzuch ciemnobrązowy.

## Zasięg występowania i siedlisko
Endemit. Występuje wyłącznie w kubańskim pasmie górskim Sierra Maestra na wysokościach bezwzględnych 800–1830 m n.p.m. Jest to naziemny płaz spotykany w ściółce lasów deszczowych, lasów mglistych oraz borów sosnowych.

## Rozród
Bardzo słabo poznany gatunek płaza – wiadomo jedynie, że występuje rozwój prosty, a samica składa jedno jajo.

## Status
W Czerwonej księdze gatunków zagrożonych IUCN Eleutherodactylus cubanus od 2023 roku klasyfikowany jest jako gatunek zagrożony (EN, ang. Endangered); wcześniej, od 2004 roku uznawano go za gatunek krytycznie zagrożony (CR, ang. Critically Endangered).
Gatunek ma niewielki i poszatkowany zasięg występowania, obszar zajmowany szacuje się na 44 km². Płazowi temu zagraża głównie niszczenie jego środowiska naturalnego spowodowane przez rolnictwo, wycinkę drzew, turystykę oraz rozwój infrastruktury. W coraz większym stopniu zagrażają mu też zmiany klimatyczne.